# Ewa Sonnet

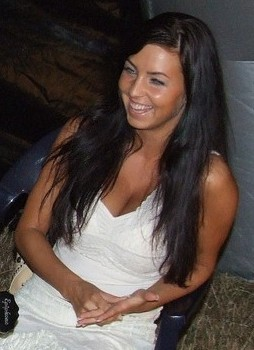
Ewa Sonnet nach einem Konzert (2006)

Ewa Sonnet (eigentlich Beata Kornelia Dąbrowska; * 8. März 1985 in Rybnik) ist ein polnisches Fotomodell und Popsängerin. 

## Biografie
Nach ihrem Schulabschluss wurde Ewa Sonnet als Modell entdeckt. Ende 2003, im Alter von 18 Jahren, begann sie als Modell für die polnische Internetseite busty.pl aufzutreten. Binnen kurzer Zeit entwickelte sie sich zum populärsten Model der Seite, auf der sie für Fotos und Videofilme oben ohne posiert.
Im November 2005 posierte sie für das polnische Magazin CKM, was ihr erstes Shooting für ein Magazin darstellte. Im Dezember 2005 hatte sie in The Kuba Wojewódzki Show ihren ersten TV-Auftritt im polnischen Fernsehen. Im Januar 2006 begann sie eine Konzertreise durch Polen, um für ihr erstes Album Nielegalna (deutsch: [die] Illegale) zu werben, das im Oktober 2006 erschien.
Seitdem häuften sich Auftritte in überwiegend polnischen Medien.

## Diskografie

### Alben
- 2006: Nielegalna
- 2007: HypnotiQ

### Singles
- 2005: … I RNB
- 2006: Nie Zatrzymasz Mnie
- 2007: Cry Cry
- 2007: Listen
- 2009: Close The Door